# 후소아마비 증후군
후소아마비 증후군 (Post-Polio Syndrome)은 현재로서는 원인이 명확치는 않으나 소아마비를 앓았던 사람이나 다른 유전 요인으로 인하여 발병하는데, 성인이 된 이후 신경 세포가 그 역할을 제대로 수행하지 못하면서 근육 약화로 인해 관절염이나 연골 손상 등의 여러 가지 후유증이 동반하는 질병이다.

## 같이 보기
- 소아마비 백신
- 폴리오바이러스